# Hamza Sakhi
Hamza Sakhi, né le 7 juin 1996 à Rabat (Maroc), est un footballeur franco-marocain qui évolue au poste de milieu de terrain au Wydad AC.

## Biographie

### LB Châteauroux (2004-2015)
Né au Maroc et ayant vécu aux Pays-Bas. Il est le frère du footballeur Ilyas Chouaref. Formé à La Berrichonne de Châteauroux et au Pôle espoirs basé au même endroit, Hamza Sakhi participe à la Coupe d'Afrique des nations des moins de 17 ans en 2013 avec le Maroc -17 ans. Le Maroc atteint les demi-finales de cette compétition. Il dispute ensuite quelques mois plus tard la Coupe du monde des -17 ans. Lors de cette compétition, il marque un but contre le Panama. Le Maroc est éliminé au stade des huitièmes de finale par la Côte d'Ivoire.
Il fait ensuite ses débuts professionnels le 1er août 2014 contre l'ESTAC Troyes lors de la première journée de Ligue 2.

### FC Metz et prêts (2015-2018)
La saison suivante, il rejoint le FC Metz où il y passe une saison avant d'être finalement prêté au SAS Épinal où il jouera 28 matchs de National.
Lors de la saison 2017-2018, il est prêté à l'AJ Auxerre.
Le 16 avril 2018, après avoir réalisé un début d'année 2018 où il inscrit 4 buts et délivre 4 passes décisives, l'AJ Auxerre lève l'option d'achat que comportait son prêt. Le joueur rejoint ainsi le club pour 3 années associées d'une année supplémentaire en cas de montée.

### AJ Auxerre et prêt (2018-2024)
Lors de la saison 2018-2019, Hamza Sakhi se retrouve avec moins de temps de jeu à l'AJ Auxerre. Il rejoint ainsi le FC Sochaux-Montbéliard en prêt lors du mercato hivernal afin d'avoir plus de temps de jeu. Pendant cette demi-saison, il remporte notamment à deux reprises le trophée de meilleur joueur sochalien du mois en février et avril 2019 et permet au FC Sochaux-Montbéliard de se maintenir en Ligue 2 grâce à 2 réalisations.
Sakhi s'impose ensuite comme un titulaire dans le milieu de terrain auxerrois. Lors de la saison 2021-2022, il marque le but décisif pour la montée lors des barrages d'accession en Ligue 1, sur la pelouse de Saint-Étienne.

### AC Ajaccio puis départ pour le Maroc (2024)
Le 25 janvier 2024, libre de tout contrat, il s'engage pour deux ans et demi avec l'AC Ajaccio, évoluant en Ligue 2. Il y pallie le départ de Vincent Marchetti vers le Paris FC. Il s'y impose comme un titulaire indiscutable, débutant 15 rencontres titulaire sur la phase retour, inscrivant un but et délivrant deux passes décisives. Le club corse ayant une nécessité impérieuse d'alléger sa masse salariale, il quitte l'ACA dès le 27 juillet 2024 pour rejoindre le Wydad Casablanca.

## Vie privée
Hamza Sakhi est le frère ainé de l'international maltais, Ilyas Chouaref, lui aussi footballeur (FC Sion).

## Statistiques
| Saison                | Club                          | Championnat           | Championnat | Championnat | Championnat | Coupe nationale | Coupe nationale | Coupe nationale | Coupe de la Ligue | Coupe de la Ligue | Coupe de la Ligue | Total | Total | Total |
| Saison                | Club                          | Division              | M.          | B.          | P.d.        | M.              | B.              | P.d.            | M.                | B.                | P.d.              | M.    | B.    | P.d.  |
| 2014-2015             | LB Châteauroux                | Ligue 2               | 24          | 0           | 0           | 3               | 0               | -               | 1                 | 0                 | -                 | 28    | 0     | 0     |
| 2015-2016             | LB Châteauroux                | National              | 1           | 0           | -           | -               | -               | -               | 1                 | 0                 | -                 | 2     | 0     | 0     |
| Sous-total            | Sous-total                    | Sous-total            | 25          | 0           | 0           | 3               | 0               | -               | 2                 | 0                 | -                 | 30    | 0     | 0     |
| 2015-2016             | FC Metz                       | Ligue 2               | 3           | 0           | 0           | -               | -               | -               | -                 | -                 | -                 | 3     | 0     | 0     |
| Sous-total            | Sous-total                    | Sous-total            | 3           | 0           | 0           | -               | -               | -               | -                 | -                 | -                 | 3     | 0     | 0     |
| 2016-2017             | SAS Épinal (prêt)             | National              | 28          | 0           | -           | 3               | 0               | -               | -                 | -                 | -                 | 31    | 0     | 0     |
| Sous-total            | Sous-total                    | Sous-total            | 28          | 0           | -           | 3               | 0               | -               | -                 | -                 | -                 | 31    | 0     | 0     |
| 2017-2018             | AJ Auxerre                    | Ligue 2               | 35          | 5           | 5           | 4               | 0               | -               | 1                 | 0                 | -                 | 40    | 5     | 5     |
| 2018-2019             | AJ Auxerre                    | Ligue 2               | 6           | 0           | 0           | 1               | 0               | -               | 3                 | 0                 | -                 | 10    | 0     | 0     |
| 2019-2020             | AJ Auxerre                    | Ligue 2               | 25          | 3           | 2           | 1               | 0               | -               | 1                 | 0                 | -                 | 27    | 3     | 2     |
| 2020-2021             | AJ Auxerre                    | Ligue 2               | 16          | 3           | 6           | -               | -               | -               | -                 | -                 | -                 | 16    | 3     | 6     |
| Sous-total            | Sous-total                    | Sous-total            | 82          | 11          | 13          | 6               | 0               | -               | 5                 | 0                 | -                 | 93    | 11    | 13    |
| 2018-2019             | FC Sochaux-Montbéliard (prêt) | Ligue 2               | 15          | 2           | 1           | -               | -               | -               | -                 | -                 | -                 | 15    | 2     | 1     |
| Sous-total            | Sous-total                    | Sous-total            | 15          | 2           | 1           | 0               | 0               | -               | 0                 | 0                 | -                 | 15    | 2     | 1     |
| Total sur la carrière | Total sur la carrière         | Total sur la carrière | 153         | 13          | 14          | 12              | 0               | -               | 7                 | 0                 | -                 | 172   | 13    | 14    |